# Людовик IV (император Священной Римской империи)
Людовик (Людвиг) IV Баварский (нем. Ludwig der Bayer; 1 апреля 1282, Мюнхен, Бавария, Германия — 11 октября 1347, Фюрстенфельдбрук, Германия) — герцог Баварии с 1294 года, король Германии (римский король) с 20 октября 1314 года, император Священной Римской империи с 17 января 1328 года из династии Виттельсбахов, сын герцога Баварии Людвига II Строгого и Матильды Габсбург, дочери короля Германии Рудольфа I.

## Биография
Людовик воспитывался вместе со своим двоюродным братом Фридрихом I Австрийским, и в ранней молодости они были близкими друзьями. Однако в 1310-x годах между ними возник конфликт в связи с тем, что Фридрих I добился опекунства над юными герцогами Нижней Баварии. 9 ноября 1313 года Людовик IV разбил австрийские войска в битве при Гамельсдорфе, и Фридрих I был вынужден отказаться от претензий на Нижнюю Баварию.

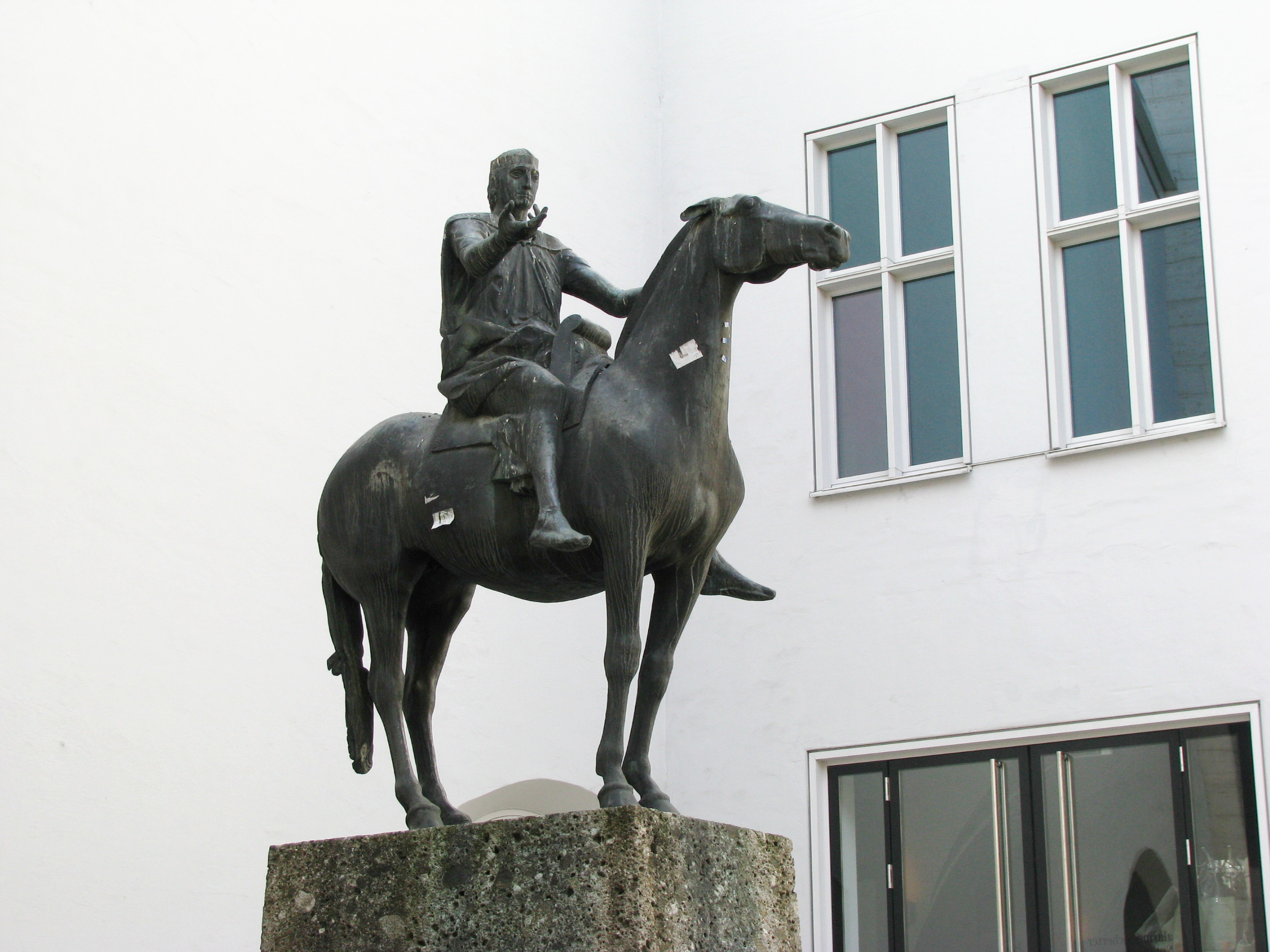
Памятник Людовику IV в Мюнхене

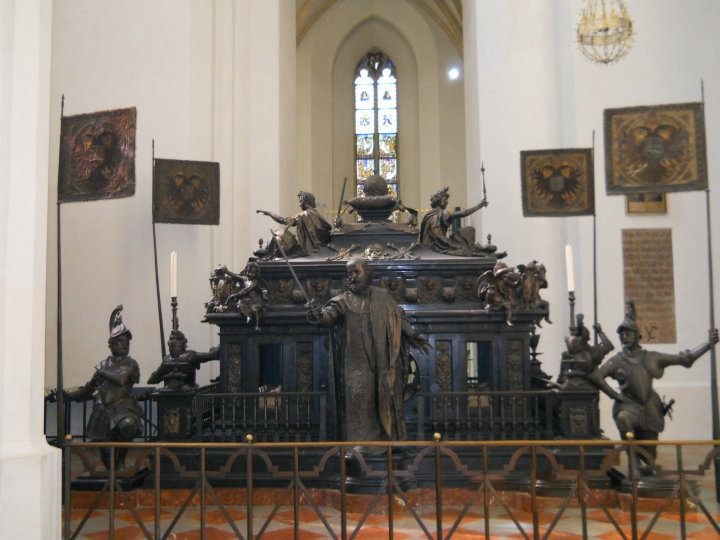
гробница Людовика IV в мюнхенском соборе

После смерти императора Генриха VII в 1313 году Фридрих I (под именем Фридрих III) выдвинул свою кандидатуру на престол империи. Часть немецких князей поддержала его, однако под давлением архиепископа Майнца 20 октября 1314 года королём Германии был избран Людовик IV Баварский, который был спешно коронован в Бонне, а затем 25 ноября повторно короновался в Ахене. Началась долгая война за престол между Людовиком IV и Фридрихом III. Главную военную поддержку Фридриху оказывал его брат Леопольд I, герцог Австрии. Однако 28 сентября 1322 года в сражении при Мюльдорфе армия Фридриха III была наголову разбита, и более 1300 австрийских дворян, в том числе и сам антикороль, попали в плен.
Людовик IV заключил Фридриха III в замок Траусниц в Верхнем Пфальце, где тот провёл более двух лет. Сопротивление продолжал Леопольд I. Ему удалось привлечь на свою сторону короля Чехии Иоганна Люксембургского и папу римского. 23 марта 1324 года папа римский Иоанн XXII отлучил от церкви Людовика IV. 13 марта 1325 года Людвиг IV подписал договор с пленным Фридрихом III, по которому тот получал свободу в обмен на отказ от притязаний на германский трон и клятву убедить своего брата Леопольда прекратить сопротивление. Фридрих, однако, не сумел выполнить клятву, и убедить Леопольда признать Людовика IV королём Германии, и он вернулся в Мюнхен в добровольный плен, даже несмотря на то, что папа римский освободил его от клятвы. Такое рыцарское поведение произвело большое впечатление на Людвига Баварского и он вновь сблизился с Фридрихом Австрийским, договорившись о совместном правлении в Германии.
По настоянию папы и немецких князей 7 января 1326 года между Людвигом IV и Фридрихом III в Ульме был заключён договор, по которому Фридрих III становился королём и правителем Германии, а Людвиг IV должен был короноваться императором Священной Римской империи в Италии.
В 1327 году Людвиг IV совершил поход в Италию, где короновался в Милане итальянской, в Риме — императорской коронами, наказал изменника Галеаццо Висконти и на место Папы Римского Иоанна XXII поставил антипапу Николая.
В 1328 году Людвиг IV принял у себя в Мюнхене бежавшего от папского суда и обвинений в ереси францисканского монаха и философа Уильяма Оккама и четверых его сподвижников.
Но восстание римлян и другие неудачи заставили Людвига в 1329 году вернуться в Верхнюю Италию, а в 1330 году — в Германию, где он после смерти Фридриха примирился с другими герцогами австрийскими. Попытка примирения с Иоанном XXII не удалась. Влияние французской политики сделало тщетными и все попытки примирения с преемником Иоанна, Бенедиктом XII. Вследствие этого немецкие князья на собраниях в Ланштайне и Ренсе единогласно постановили, «что законно избранный большинством курфюрстов на немецкий престол государь должен считаться правым и истинным императором и королем, без согласия и утверждения Папы» (15 и 16 июля 1338 года). В 1338 году Людовик издал манифест «Fidem catholicam» и закон «Licet juris».
После смерти Бенедикта XII новый Папа, Климент VI, в 1346 году снова отлучил Людвига от церкви и привлек на свою сторону часть немецких князей, которые 11 июля 1346 году в Ренсе выбрали королем сына Иоанна Чешского, маркграфа Карла Моравского, под именем Карла IV.
Людовик умер 11 октября 1347 года от инсульта, произошедшего во время охоты на медведя близ Фюрстенфельдбрукка.

## Браки и дети
- 1-я жена: (с 1308 года) — Беатриса Силезская (1290 — 24 августа 1322), дочь князя Яворского Болеслава I и Беатрисы Бранденбургской. Дети:
  - Мехтильда (Матильда) (после 21 июня 1313 — 2 июля 1346), муж (с 1323 года) маркграф Мейсена, ландграф Тюрингии Фридрих II Строгий (30 ноября 1310 — 18 ноября 1349)
  - Людвиг V (1315—1361), герцог Баварии (с 1347 года), 1-я жена (с 30 ноября 1324 года) Маргарита Датская (1305—1340), дочь короля Дании Кристофера II, 2-я жена (с 10 февраля 1342 года) Маргарита Маульташ (1318—1369), дочь короля Чехии Генриха Хорутанского
  - Анна (1316—1319)
  - Агнесса (1318 — ?)
  - Стефан II (1319—1375), герцог Баварии (с 1347 года), 1-я жена (с 27 июня 1328 года) Елизавета Сицилийская (1309—1349), дочь короля Сицилии Федериго II, 2-я жена (с 14 февраля 1359 года) Маргарита фон Гогенцоллерн (1333—1377), дочь бургграфа Нюрнберга Иоанна II
- 2-я жена: (с 26 февраля 1324 года) — Маргарита I Голландская (1311—1356), дочь графа Голландии Виллема III из династии Авенов и Жанны де Валуа. Дети:
  - Маргарита (1325—1374), 1-й муж (с 1351 года) Стефан Анжуйский, герцог Трансильвании, Славонии, Хорватии и Далмации (1332—1354), сын Карла Роберта, 2-й муж (с 1358 года) граф Герлах фон Гогенлоэ (ум. в 1387), сын Людвига фон Гогенлоэ
  - Анна (1326—1361), муж (с 1339 года) герцог Нижней Баварии Иоанн I Дитя (1329—1340)
  - Людвиг VI Римлянин (1328—1364/1365), герцог Баварии (с 1347 года), 1-я жена (с 19 июля 1352 года) Кунигунда Польская (1334—1357), дочь короля Польши Казимира III Великого, 2-я жена (с 30 марта 1360 года) Ингебурга Мекленбургская (1340—1395)
  - Елизавета (1329 — 2 августа 1402), 1-й муж (с 22 ноября 1350 года) сеньор Вероны Кангранде II делла Скала (8 июня 1332 — 14 декабря 1359), представитель династии Скалигеров, 2-й муж (с 26 апреля 1362 года) граф Ульрих фон Вюртемберг (1342 — 23 августа 1388), сын Эберхарда II Сварливого
  - Вильгельм I (12 мая 1330 — 15 апреля 1389), герцог Голландии и Зеландии, герцог Баварско-Штраубинский (с 1353 года), жена (с 1352 года) Матильда Ланкастерская (1339—1362), дочь 1-го герцога Ланкастера Генри Гросмонта
  - Альбрехт I (25 июля 1336 — 13 декабря 1404), герцог Баварии (с 1347 года), 1-я жена (с 19 июля 1353 года) Маргарита Силезская (1342—1386), 2-я жена (с 30 марта 1394 года) Маргарита Клевская (1375—1412), дочь графа Клевского Адольфа III
  - Беатриса (1344—1359), муж (с 1356 года) король Швеции Эрик XII (1339 — 21 июня 1359), сын Магнуса II
  - Агнесса (1345—1352)
  - Оттон V (1346 — 13 ноября 1379), герцог Баварии (с 1347 года), жена (с 19 марта 1366) Катрин (1342 — 26 апреля 1395), дочь императора Карла IV
  - Людвиг (1347—1348)